# Komunistyczny Bund (Ukraina)
Komunistyczny Bund – żydowska i komunistyczna partia polityczna działające głównie na Ukrainie, ale mająca swoje struktury także na terenie Białorusi. Powstała po podziale w regionalnych strukturach Bundu. Pod koniec 1918 oddziały Bund w miastach takich jak Bobrujsk, Jekaterynosław (Katerynosław) i Odessie utworzyły "lewicowe grupy Bundu". W lutym 1919 grupy te (stanowiące większość w ukraińskim ruchu Bund) przyjęła nazwę 'Komunistyczny Bund ", określając się jako samodzielna partia proletariatu żydowskiego. Komunistyczny Bund działał na rzecz autonomii narodowej. W rosyjskiej wojnie domowej poparł stronę 
bolszewicką.
Przywódcą partii był Mojsiej Rafes.
W maju 1919 połączył się z mniejszymi żydowskimi ugrupowaniami na Ukrainie, tworząc ukraiński Związek Komunistyczny "Komfarband".